# Clinocervantita
La clinocervantita és un mineral de la classe dels òxids que pertany al grup de la cervantita. El nom refleteix la seva simetria i la relació amb la cervantita, de la qual és dimorfa. És l'anàleg de Sb3+ de la kyawthuïta, amb la qual també és isostructural. També és l'anàleg natural del compost sintètic β-Sb₂O₄.

## Característiques
La clinocervantita és un òxid de fórmula química Sb³⁺Sb⁵⁺O₄. Cristal·litza en el sistema monoclínic.
Segons la classificació de Nickel-Strunz, la clinocervantita pertany a «04.De: Òxids i hidròxids amb proporció Metall:Oxigen = 1:2 i similars amb cations de mida mitjana; amb diversos poliedres» juntament amb els següents minerals: downeyita, koechlinita, russel·lita, koragoïta, tel·lurita, paratel·lurita, bismutotantalita, bismutocolumbita, cervantita, estibiotantalita, estibiocolumbita, tungstibita i baddeleyita.

## Formació i jaciments
En la seva localitat tipus s'ha descrit en cavitats de la roca encaixant de la mina. Només ha estat descrita en dues localitats de la Toscana, Itàlia.